# Johanna van Abcoude
Johanna van Abcoude (circa 1375 – Wijk bij Duurstede, 10 januari 1411) was de adellijke echtgenote van ridder Jan van Brederode, zij bracht een groot deel van haar leven door als non in een dominicanessenklooster.

## Levensloop
Johanna werd omstreeks 1375 geboren als dochter van Willem van Abcoude en Maria van Walcourt. Haar grootvader was Gijsbrecht van Abcoude. Gijsbrecht van Abcoude nam van 1359 tot 1379 zitting in de grafelijke raad. Abcoude was een uitgestrekte heerlijkheid aan de grens van Holland en het Sticht. Het was een leen van de bisschop van Utrecht. Het stamslot lag in het grensgebied met Holland. De Abcoudes hadden omvangrijke bezittingen rondom de belangrijke rivierstad Wijk bij Duurstede. Ze bezaten hier een sterke burcht: kasteel Duurstede, waar Johanna opgroeide. Johanna had twee broers: Jan en Gijsbrecht. Johanna was een volle erfdochter. Haar broer was geen sterke figuur, waardoor Johanna uitzicht had op grote rijkdom.
In 1392 trouwde Johanna met ridder Jan van Brederode, waardoor zij vrouwe Van Brederode werd. De Abcoudes waren in het algemeen van dezelfde status als de Brederodes. Jan moest een groot bedrag betalen aan zijn schoonvader bij wijze van bruidsschat, waardoor hij diep in de schulden terecht kwam. Jan en Johanna bleven geheel tegen hun wensen in kinderloos.
Johanna trad in 1402 terug als vrouwe van Brederode door het klooster in te gaan om aan schulden te ontkomen die de bruidsschat had veroorzaakt. Haar man Jan deed hetzelfde. Het huwelijk werd hierdoor grotendeels ontboden. Zij trad in bij de dominicanessen van Maria Magdalena in Wijk bij Duurstede op aandringen van haar man, omdat zij hem geen nageslacht kon schenken en ook geen erfenis. Dit klooster was door haar vader gesticht. Hier legde zij de eeuwige gelofte af om in het klooster te blijven. In het klooster stond zij onder de supervisie van Hubertus Schenck.
In 1410 ontsnapte Jan van Brederode na de dood van zijn schoonvader uit het kartuizerklooster waarin hij tot dan toe verbleef om Johanna uit het dominicanessenklooster te halen, zodat zij hun huwelijk konden hervatten. Zij hadden elkaar op dat moment negen jaar niet gezien. In Wijk bij Duurstede probeerde Jan Johanna mee te krijgen. Dit lukte echter niet, waarop hij zijn zwaard trok en de nonnen en paters te lijf ging. Over deze gebeurtenis is gedocumenteerd in de kroniek van Schönensteinbach. Bisschop Frederik van Blankenheim zou volgens deze kroniek aan Johanna hebben gevraagd of zij met haar echtgenoot mee wilde of dat zij in het klooster wilde blijven. Zij zou daarop hebben uitgesproken dat zij haar orde nooit zou willen verlaten, waarop zij terugging naar het klooster. Haar man werd gevangen gezet.
Johanna stierf in het dominicanessenklooster op 10 januari 1411, niet lang na de gebeurtenissen in 1410. Ze was toen ongeveer vijfendertig jaar. Haar overlijden werd genoteerd in de annalen der kartuizers, die haar herdachten met een tricenarium per totam ordinem, wat inhield dat alle kartuizers van Europa dertig dagen lang haar naam met ere noemden in de mis. Over de oorzaak van Johanna’s dood is niet veel bekend, volgens veel Middeleeuwse kronieken overleed zij aan een gebroken hart. Ze werd in haar eigen klooster begraven, in het familiegraf waar haar beide ouders en haar broer al lagen.